# Уэбстер, Рэй (бейсболист, 1937)
Рэймонд Джордж Уэбстер (англ. Raymond George Webster, 15 ноября 1937, Грасс-Валли, Калифорния — 3 июня 2020, Браунс-Валли, там же) — американский бейсболист, игрок второй базы. Выступал в Главной лиге бейсбола в сезонах 1959 и 1960 годов. В течение восьми лет он выступал в командах младших лиг, сыграв в 732 матчах.

## Биография
Рэймонд родился 15 ноября 1937 года в городе Грасс-Валли в Калифорнии в семье Билла и Нормы Уэбстеров. Он вырос в расположенном по соседству Браунс-Валли, учился в средней школе Фрутленд Юнион, затем в старшей школе Мэрисвилла. Окончив школу в 1955 году, Рэй начал играть в бейсбол в полупрофессиональной лиге долины Сакраменто. В июле он подписал профессиональный контракт с клубом «Сакраменто Солонс» и уехал играть в его дочернюю команду в Северо-Западной лиге «Сейлем Сенаторз». В сезоне 1955 года Уэбстер принял участие в семи матчах, а в следующем году отыграл чемпионат полностью. По итогам 132 проведённых матчей его показатель отбивания составил 25,3 %. В 1957 году Рэй провёл 154 игры за «Амарилло Голд Сокс» в Западной лиге, выбив в них 19 хоум-ранов. После этого им впервые заинтересовались клубы Главной лиги бейсбола.
В марте 1958 года Уэбстер занял место стартового шортстопа «Сакраменто», перейдя на уровень AAA-лиги. Главный тренер команды Сибби Систи ещё до старта сезона называл его перспективным для перехода в Главную лигу бейсбола. В тот период Лига Тихоокеанского побережья, где играли «Солонс», по своему уровню практически не уступала Американской и Национальной лигам. В 102 матчах регулярного чемпионата Рэй отбивал с эффективностью 24,4 % и выбил 10 хоум-ранов, несмотря на две травмы колена. После окончания сезона он принял участие в благотворительном матче в Сакраменто, где тренером его команды был Билл Поседел, в то время — скаут «Кливленда». В декабре во время драфта игроков младших лиг Уэбстер был выбран «Индианс».
Предсезонные сборы весной 1959 года он провёл не лучшим образом, но всё же остался в команде. Семнадцатого апреля Рэй дебютировал в Главной лиге бейсбола. Всего в регулярном чемпионате он провёл 40 матчей, отбивал с эффективностью 20,3 % и набрал 10 RBI. В защите Уэбстер допустил пять ошибок, его показатель надёжности составил 93,9 %. В январе 1960 года «Индианс» обменяли его в «Бостон Ред Сокс» на питчера Лео Кили. В межсезонье он несколько месяцев провёл на военных сборах и присоединился к команде уже во время сборов. В предсезонных матчах Рэй играл не очень уверенно, несколько раз ошибался, не позволив команде разыграть дабл-плей. В прессе это объясняли недостатком опыта. Несмотря на очевидные проблемы, Уэбстер вошёл в состав «Ред Сокс». В первых матчах он выходил на поле как пинч-раннер, затем начал появляться и в стартовом составе. На бите он играл неэффективно и в мае Рэя перевели в команду AA-лиги «Индианаполис Индианс». Там он сыграл в 14 матчах, затем провёл ещё 72 игры в составе «Монреаль Роялс». В конце сезона 1960 года контракт Уэбстера был продан клубу «Ванкувер Маунтис».
Больше в Главную лигу бейсбола он не возвращался. В течение трёх лет Рэй играл в младших лигах. Сезоны 1961 и 1962 годов он провёл в составе «Ванкувера» и «Гавайев». В 1963 году он сыграл 104 матча за «Шарлотт Хорнетс». Всего за восемь лет игры в младших лигах он провёл 732 матча.
После окончания карьеры Уэбстер жил в Калифорнии вместе с супругой Энн, с которой они поженились в 1959 году. До выхода на пенсию он работал страховым агентом. Скончался Рэй Уэбстер 3 июня 2020 года в возрасте 82 лет от рака печени.